# Carson Rowland
Pour les articles homonymes, voir Rowland.
Carson Rowland, né le 3 novembre 1997 à Boca Raton (Floride), est un acteur et chanteur américain. Il est notamment connu pour ses rôles de Cole dans Frankie 2.0 et de Ty dans À l'ombre des magnolias.

## Biographie
Carson est née le 3 novembre 1997 à Boca Raton en Floride. Enfant, il fait l'école à la maison avec ses trois frères et sœurs : un frère aîné, une sœur jumelle et une sœur cadette.

## Filmographie

### Cinéma
- 2018 : Trico Tri Happy Halloween : Chris
- 2019 : Dream Killer : Bailey
- 2019 : La Tentation d'une mère : Brent Kilby
- 2019 : Santa in Training : Slippy

### Télévision
- 2015 : Tweet : The Series : Riley Sturgis
- 2017–2018 : Frankie 2.0 : Cole Reyes (42 épisodes)
- 2020 : American Housewife : Will Hansen (4 épisodes)
- 2020–2022 : À l'ombre des magnolias : Tyler 'Ty' Townsend (20 épisodes)
- 2022 : Pretty Little Liars: Original Sin : Chip[4]